# Юсупов, Гафур Гиясович
Гафур Гиясович Юсупов — советский хозяйственный, государственный и политический деятель.

## Биография
Родился 30 января 1914 года. Член КПСС.
С 1933 года — на хозяйственной, общественной и политической работе. В 1933—1976 гг. — рабочий, помощник мастера прядильной фабрики № 1 Ташкентского текстильного комбината, второй секретарь Фрунзенского райкома комсомола, Сурхандарьинского обкома комсомола, секретарь Сурхандарьинского обкома КПУз, первый секретарь Сариасийского райкома, секретарь Хорезмского обкома партии, зав. отделом пропаганды и агитации ЦК КП Узбекистана, секретарь Самаркандского обкома КП Узбекистана, председатель Самаркандского промышленного облисполкома, первый заместитель председателя правления «Узбекбрляшу», министр торговли Узбекской ССР.
Избирался депутатом Верховного Совета Узбекской ССР 4-9-го созывов.